# 광주북초등학교
광주북초등학교는 대한민국 광주광역시 북구 효령동에 있는 공립초등학교다.

## 학교 연혁
- 1935. 06. 01. 지산공립보통학교 부설 수곡간이학교 개교(설립인가 4월 27일)
- 1943. 04. 01. 지산동공립국민학교로 승격
- 1957. 12. 07. 광주북국민학교로 교명 변경
- 1996. 03. 01. 광주북초등학교로 교명 개칭
- 2005. 03. 01. 광주지산초등학교 북분교장 편입
- 2005. 02. 18. 제57회 졸업(누계 2,580명)
- 2015. 03. 01. 광주북초등학교 본교 승격, 빛고을 혁신학교 지정
- 2015. 03. 01. 제30대 김동일 교장 부임
- 2018. 03. 01. 제 32대 이정심 교장 부임